# Ten (ca sĩ)
Chittaphon Leechaiyapornkul (tiếng Thái: ชิตพล ลี้ชัยพรกุล, hay Lý Vĩnh Khâm, tiếng Hàn: 이영흠, tiếng Trung: 李永钦, bính âm: Lǐ Yǒngqīn, sinh ngày 27 tháng 2 năm 1996), thường được biết đến với nghệ danh Ten (Hangul: 텐), là một nam ca sĩ kiêm vũ công người Thái Lan. Anh là thành viên của nhóm nhạc nam Hàn Quốc NCT, nhóm nhỏ NCT U và WayV, và siêu nhóm nhạc SuperM do SM Entertainment thành lập và quản lý.

## Tiểu sử
Ten sinh ngày 27 tháng 2 năm 1996 trong một gia đình người Thái gốc Hoa tại Băng Cốc, Thái Lan. Ten có một người em gái là Tern.
Năm 2010, Ten tham gia và trở thành quán quân của cuộc thi Teen Superstar phát sóng trên đài truyền hình Thái Lan và có hội được ký hợp đồng với công ty giải trí Starship Entertainment nhưng sau đó anh đã từ chối và dành hết tiền thưởng nhận được từ cuộc thi để quyên góp cho một trại trẻ mồ côi ở Thái Lan.
Năm 2011, Ten đã tham gia và vượt qua vòng tuyển chọn của công ty YG Entertainment. Nhưng khi đó, Ten vẫn chưa được cha mẹ đồng ý cho sang Hàn Quốc thực tập.
Năm 2013, Ten tham gia và giành vị trí cao nhất trong một buổi tuyển chọn của SM Entertainment tại Thái Lan. Được sự cho phép của cha mẹ, Ten đã sang Hàn Quốc để làm thực tập sinh của SM.
Ten theo học tại trường quốc tế Shrewsbury từ tiểu học cho đến trung học. Ten thông thạo 4 ngôn ngữ: tiếng Thái, tiếng Hàn, tiếng Anh và tiếng Trung Quốc.

## Sự nghiệp

### 2013-2015: Trước khi ra mắt, thành viênSM Rookies
Ten được giới thiệu là thực tập sinh của SM Entertainment vào năm 2013.
Năm 2014, Ten cùng các thành viên của nhóm thực tập sinh SM Rookies tham gia chương trình giải trí EXO 90:2014. Họ biểu diễn và quay MV cho những bài hát nổi tiếng của thập niên 90.

### 2016 - 2018: Ra mắt và hoạt động cùngNCT
Tháng 4/2016, SM Entertainment xác nhận Ten sẽ ra mắt trong nhóm nhạc nhỏ đầu tiên NCT U của dự án nhóm nhạc nam NCT. Ngày 9/4/2016, Ten chính thức ra mắt cùng Taeyong, Jaehyun, Doyoung và Mark với đĩa đơn đầu tiên "The 7th Sense".
Tháng 6/2016, Ten tham gia chương trình về vũ đạo "Hit the Stage" của đài Mnet.
Tháng 1/2017, Ten tham gia chương trình giải trí của đài SBS "Elementary School Teacher" cùng Amber, Momo, Henry Lau,...
Ngày 7/4/2017, Ten phát hành đĩa đơn đầu tiên "Dream in a Dream" qua dự án SM Station.
Tháng 4.2017, SM Entertainment thông báo Ten sẽ là thành viên chính thức của dự án SM The Performance.
Tháng 2/2018, Ten kết hợp cùng Taeyong trong ca khúc "Baby don't stop" của NCT U.
Ngày 6/4/2018, Ten tiếp tục phát hành đĩa đơn thứ hai "New Heroes". Ca khúc này đã đạt vị trí thứ 4 trong bảng xếp hạng âm nhạc Billboard Charts.
Ten cũng tham gia vào album đầu tay của NCT " NCT 2018 Empathy". Anh cùng 17 thành viên khác của NCT đã lần đầu tiên xuất hiện cùng nhau trong MV "Black on Black".

### 2019:WayVvàSuperM
31/12/2018, SM Entertainment thông báo sẽ cho ra mắt nhóm nhạc nam hoạt động tại Trung Quốc, có tên là WayV. Nhóm bao gồm: Ten, Kun, Winwin, Lucas, Hendery, Xiaojun, và Yangyang.
Ngày 17/1/2019 Ten đã cùng WayV chính thức ra mắt tại Trung Quốc với ca khúc phiên bản tiếng Trung "Regular" của NCT127.
Tháng 8/2019, Ten được xác nhận sẽ tham gia nhóm nhạc SuperM do SM Entertainment thành lập, hoạt động chủ yếu ở thị trường Mỹ. Ngày 4/10/2019, Ten đã chính thức cùng SuperM ra mắt với ca khúc chủ đề "Jopping". SuperM là nhóm nhạc K-Pop đầu tiên có album ra mắt đứng thứ nhất trên bảng xếp hạng âm nhạc Billboard 200.

## Danh sách single
| Tựa đề                               | Năm  | Vị trí xếp hạng | Vị trí xếp hạng | Doanh thu | Album               |
| Tựa đề                               | Năm  | HQ              | Mỹ Thế giới     | Doanh thu | Album               |
| ------------------------------------ | ---- | --------------- | --------------- | --------- | ------------------- |
| "Dream In A Dream" (夢中夢 / 몽중몽) | 2017 | —               | 5               | Mỹ: 1000+ | SM Station Season 2 |
| "New Heroes"                         | 2018 | —               | 4               | -         | SM Station Season 2 |
| "Paint me naked"                     | 2021 |                 |                 |           | SM station season 3 |
| "Birthday"                           | 2022 |                 |                 |           | SM STATION: NCT LAB |

## Danh sách chương trình truyền hình

### Chương trình truyền hình
| Năm  | Tên chương trình                     | Vai trò                    | Đài truyền hình         | Chú thích                                |
| ---- | ------------------------------------ | -------------------------- | ----------------------- | ---------------------------------------- |
| 2010 | Teen Superstar Season 1              | Thí sinh                   | OrchestraEnt            | Quán quân                                |
| 2014 | Exo 90:2014                          | Thành viên SM Rookies      | Mnet                    | Pre-debut                                |
| 2016 | NCT Life in Bangkok                  | Thành viên SM Rookies      | MBC                     | Pre-debut                                |
| 2016 | The Woody Show                       | Thành viên SM Rookies      | True4U Station          | Pre-debut                                |
| 2016 | Music Bank Stardust                  | Thành viên NCT U           | KBS                     |                                          |
| 2016 | Show Champion Backstage              | Thành viên NCT U           | MBC                     |                                          |
| 2016 | Pops in Seoul                        | Thành viên NCT U           | Arirang TV              |                                          |
| 2016 | YTN Enter-K                          | Thành viên NCT U           | YTN                     |                                          |
| 2016 | MTV Idols of Asia                    | Thành viên NCT U           | MTV                     | Tiếng Trung                              |
| 2016 | Dream Concert Behind Story           | Thành viên NCT U           | SBS                     |                                          |
| 2016 | IQIYI Interview                      | Thành viên NCT U           | IQIYI                   | Truyền hình Trung Quốc                   |
| 2016 | Hit the Stage                        | Thí sinh                   | Mnet                    | Winner of the "Uniform" Challenge (ep.6) |
| 2016 | NCT Life: Korean Food King Challenge | Thành viên NCT             | MBC                     | Xếp hạng 2                               |
| 2017 | DATV                                 | Thành viên NCT (nhóm nhạc) | DATV                    | Truyền hình Nhật Bản                     |
| 2017 | Nine Entertainment                   | Thành viên NCT U           |                         | Truyền hình Thái Lan                     |
| 2017 | Elementary School Teacher            | Thành viên                 | SBS                     | Xếp hạng 3                               |
| 2017 | NCT Life in Chiang Mai               | Thành viên NCT             | MBC                     |                                          |
| 2018 | Hitz Karaoke                         | Thành viên NCT U           | Hitz                    | Radio tại Thái Lan                       |
| 2018 | Weekly Idol                          | Thành viên NCT 2018        | MBC                     | Tập 347                                  |
| 2019 | Food Truck Battle                    | MC                         | PPTV HD                 | Truyền hình Thái Lan                     |
| 2019 | All for one                          | Thành viên WayV            | Youku                   | Khách mời                                |
| 2019 | Day Day up                           | Thành viên WayV            | MangoTV TQ              |                                          |
| 2019 | Happy Camp                           | Thành viên WayV            | MangoTV TQ              | 16/03/2019                               |
| 2019 | Dream Plan                           | Thành viên WayV            | Vệ tinh Hồ Nam          |                                          |
| 2019 | Beauty No.9                          | Thành viên WayV            | WorkPoint 23            | Truyền hình Thái Lan                     |
| 2019 | Crazy Magic Show                     | Thành viên WayV            | Mango Cartoon           | 11/08/2019                               |
| 2019 | SuperM the Beginning                 | Thành viên SuperM          | SBS                     |                                          |
| 2020 | The way to your heart                | Thành viên WayV            | Truyền hình Chiết Giang | 18/01/2020                               |
| 2021 | Street Dance of China (season 4)     | Giám khảo khách mời        | Youku                   |                                          |

## Danh sách bài hát
| Năm  | Tiêu đề                                      | Vai trò                               | Album                         | Ngôn ngữ    | Chú thích              |
| ---- | -------------------------------------------- | ------------------------------------- | ----------------------------- | ----------- | ---------------------- |
| 2011 | CHANGE                                       | Thí sinh Teen Superstar's Competitors |                               | Tiếng Thái  | Pre-debut              |
| 2015 | SR15B_ BASSBOT                               | SR15B                                 |                               |             | Pre-debut              |
| 2015 | Switch                                       | SR15B                                 | NCT #127 - The 1st Mini Album | Tiếng Hàn   |                        |
| 2016 | “The 7th Sense”                              | Thành viên NCT U                      |                               | Tiếng Hàn   |                        |
| 2017 | “Dream in a dream”                           | Solo                                  |                               | Tiếng Anh   | Dự án Station          |
| 2018 | “New Heroes”                                 | Solo                                  |                               | Tiếng Anh   | Dự án Station          |
| 2018 | “Baby don’t Stop”                            | Thành viên NCT U                      |                               | Tiếng Hàn   | Hợp tác cùng Taeyong   |
| 2018 | “Black on Black”                             | Thành viên NCT 2018                   | NCT 2018 Empathy              | Tiếng Hàn   | Main dancer            |
| 2018 | "Coco Chanel (Nicki Minaj Feat. Foxy Brown)" | Choreography                          |                               |             |                        |
| 2018 | HUMBLE. (Kendrick Lamar)                     | Choreography                          |                               |             | Freestyle dance        |
| 2018 | “Taki Taki”_Choreography                     | Choreography                          |                               |             |                        |
| 2019 | “Regular”                                    | Thành viên WayV                       | The Vision                    | Tiếng Trung |                        |
| 2019 | “Dream Launch"                               | Thành viên WayV                       | Take off                      | Tiếng Trung |                        |
| 2019 | “Take Off”                                   | Thành viên WayV                       | Take off                      | Tiếng Trung |                        |
| 2019 | “RainbowV: TEN x WINWIN”                     | Thành viên WayV                       |                               |             | Choreography: Lovely   |
| 2019 | “Let me love u”                              | Thành viên WayV                       | Take off                      | Tiếng Trung |                        |
| 2019 | “Moonwalk”                                   | Thành viên WayV                       | Take over the moon            | Tiếng Trung |                        |
| 2019 | “Jopping”                                    | Thành viên SuperM                     | SuperM                        | Tiếng Hàn   |                        |
| 2019 | “Love talk”                                  | Thành viên WayV                       | Take over the moon            | Tiếng Anh   |                        |
| 2019 | “Let’s go everywhere”                        | Thành viên SuperM                     |                               | Tiếng Hàn   | Kết hợp với Korean Air |
| 2020 | "Turn Back Time"                             | Thành viên WayV                       | Awaken the World              | Tiếng Trung |                        |
| 2020 | "Bad Alive (English version)                 | Thành viên WayV                       | Awaken the World              | Tiếng Trung |                        |
| 2020 | "100"                                        | Thành viên SuperM                     | Super One                     | Tiếng Hàn   |                        |
| 2020 | "Tiger Inside"                               | Thành viên SuperM                     | Super One                     | Tiếng Hàn   |                        |
| 2020 | "One (Monster & Infinity)"                   | Thành viên SuperM                     | Super One                     | Tiếng Hàn   |                        |
| 2020 | "90's Love"                                  | Thành viên NCT U                      | NCT 2020 Resonance Pt. 2      | Tiếng Hàn   |                        |
| 2020 | "Work It"                                    | Thành viên NCT U                      | NCT 2020 Resonance Pt. 2      | Tiếng Hàn   |                        |
| 2020 | "RESONANCE"                                  | Thành viên NCT 2020                   |                               | Tiếng Hàn   | Single                 |
| 2021 | "Kick Back"                                  | Thành viên WayV                       | Kick Back                     | Tiếng Trung | Title                  |
| 2021 | "Action Figure"                              | Thành viên WayV                       | Kick Back                     | Tiếng Trung | Performance video      |
| 2021 | "WE DO"                                      | Thành viên SuperM                     |                               | Tiếng Anh   | Kết hợp với PRUDENTIAL |
| 2021 | "Paint Me Naked''                            | Solo                                  |                               | Tiếng Anh   | Dự án Station          |
| 2022 | "Birthday"                                   | Solo                                  |                               | Tiếng Anh   | Dự án Station          |

## Giải thưởng và đề cử
| Năm  | Lễ trao giải                                 | Hạng mục           | Kết quả   |
| ---- | -------------------------------------------- | ------------------ | --------- |
| 2017 | Thailand Headlines Person of The Year Awards | Most Popular Award | Đoạt giải |